# بانویی از شانگهای
بانویی از شانگهای (به انگلیسی: The Lady from Shanghai) فیلمی در ژانر فیلم نوآر به کارگردانی اورسن ولز و بازی اورسن ولز و همسرش ریتا هیورث محصول سال ۱۹۴۸ است. این فیلم بر اساس رمانی به نام اگر پیش از برخاستن بمیرم از شروود کینگ ساخته شده‌است.

## بازیگران
- ریتا هیورث
- اورسن ولز
- اورت اسلون